# Музей электричества
Музей электричества - это культурный центр промышленной археологии, цель которого - осветить прошлое, настоящее и будущее энергетики и сделать науку доступной для широкой аудитории. Здесь посетители могут ознакомиться с тематическими и экспериментальными выставками, а также посетить различные культурные и коммерческие мероприятия, в которых музей занимает важное место в культурном маршруте Лиссабона.
Музей расположен в районе Беленья, который был присоединен к Лиссабону в конце XIX века и известен своими значительными историческими памятниками и туристическими достопримечательностями. Среди них следует выделить:
- монастырь Святого Иеронима
- Торри-ди-Белен - культурный центр Белен
- башню Белен
- памятник первооткрывателям
- Президентский дворец
- Национальный музей карет

Здание классифицируется как государственная собственность, Музей электричества вырос по периметру старой центральной электростанции Center Tea House, которая освещает Лиссабон уже более 40 лет.
Музей был открыт в 1990 году, и с тех пор прошло 10 лет, и Музей электричества переживает новый период возрождения своих зданий и оборудования, чтобы вновь открыть свои двери в 2006 году, уже отреставрированный и с новыми идеями и предложениями.
Сегодня у музея появились новые возможности, благодаря которым посетитель может насладиться различными мероприятиями: от постоянной экспозиции музея, где демонстрируются подлинные станки того времени, способы их работы и обстановка на заводе, до различных выставок (живопись, скульптура, фотография и т.д.), включающие дидактические и обучающие материалы, наиболее ярко раскрывающие тему энергетики, а также игры или уличные демонстрации солнечной энергии, театры, концерты, конференции и т.д.
Музей, который точно не оставит посетителей равнодушными, оборудован для людей с ограниченными возможностями, адаптирован для всех слоев населения, включая студентов и школьников, больших и малых, и даже ученых.
Музей Электричества является составляющей частью наследия Фонда ЭДП, который принадлежит группе ЭДП — Энергия Португалии СА.

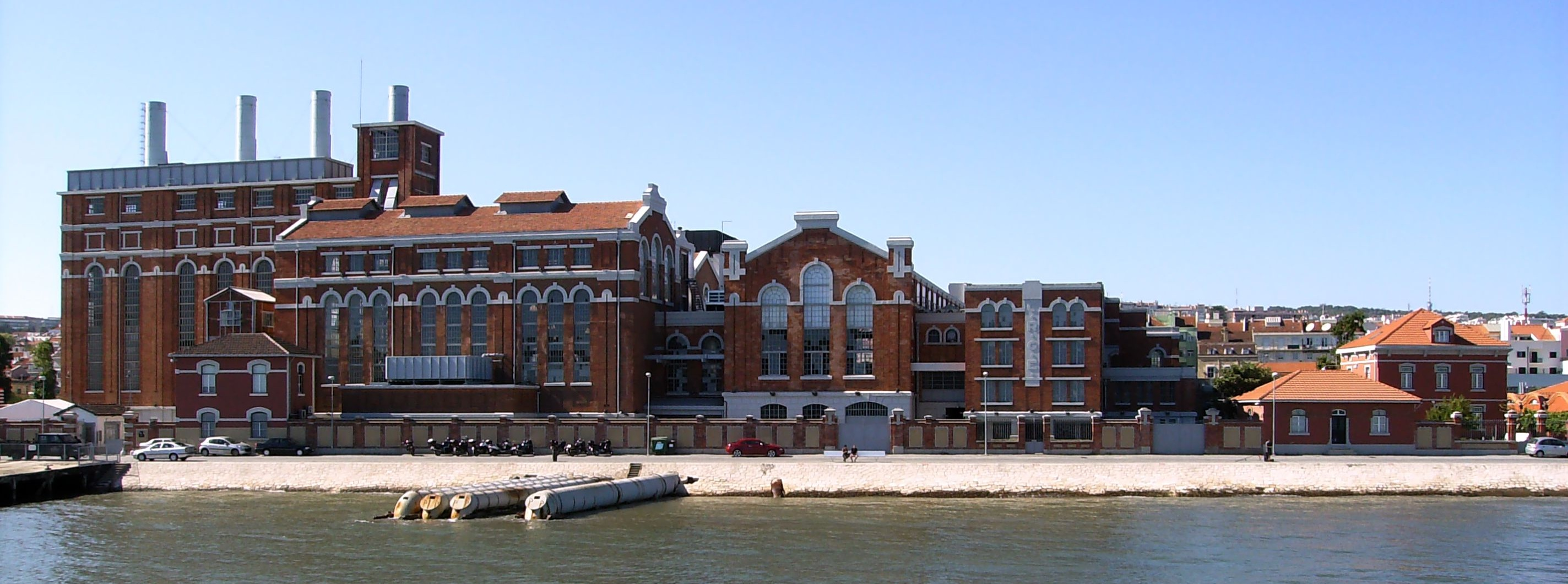
Центро Тежу, нынешний Музей Электричества — вид с реки Тежу

## Архитектура

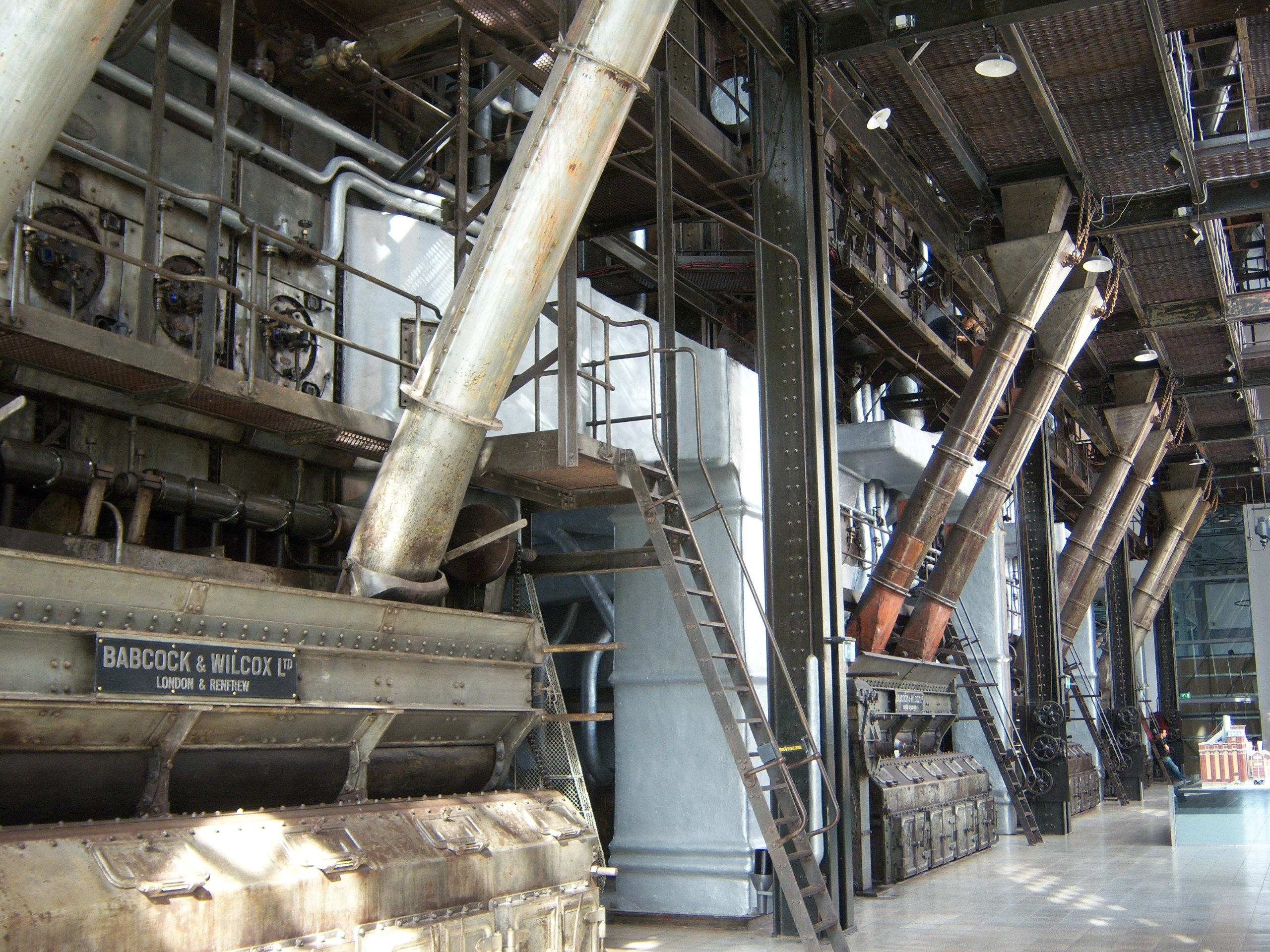
Зал котлоагрегатов

Весь ансамбль Центро Тежу представляет собой старинную электростанцию, которая снабжала энергией Лиссабон и его пригороды. Это уникальное здание в архитектурной панораме Лиссабона, и является одним из примеров индустриальной архитектуры  Португалии первой половины XX века.
Центро Тежу строился с 1908 по 1951 гг., в течение этого времени постоянно расширяясь. Структура здания выполнена в западном стиле, в котором отделывали фасады начиная с арт-нуво (более старые строения низкого давления) до классицизма (более современные строения высокого давления).
По прошествии лет были приобретены новые земли и пристроены другие строения принадлежащие главному зданию, и сегодня Центро Тежу превратился в большой индустриальный центр, расположенный на берегу реки Тежу, которая и дала ему своё имя.
С 2001 по 2005 г. музей был закрыт на реставрацию. Были осуществлены  работы по укреплению структуры, фасада, а также внутреннего машинного оборудования, превратив, таким образом, комплекс в то, что мы видим сегодня.

## Виртуальный визит
Комплекс начинается с угольной площади, которая в прошлом служила местом выгрузки угля для снабжения котельных, расположенных на берегу реки Теджо. Сегодня это пространство используется для проведения выставок и культурных мероприятий. На площади вы можете увидеть исторические элементы, такие как угольные шахты, распределитель угля и ковшовый подъемник, которые когда-то использовались для транспортировки и перемешивания угля перед его отправкой в верхнюю котельную.
Посетители могут попасть в комплекс через выставочный зал, который ранее служил старой котельной низкого давления. Сейчас здесь выставлены увеличенные модели турбин и распределителей угля, которые больше не используются.
Далее путь лежит к котлу, который раньше был котлом высокого давления. В этом зале находятся четыре огромных котла высотой около 30 метров, панели управления, паровые турбины и трубы для циркуляции воды и топлива. Особое внимание привлекает котлоагрегат № 15, внутренняя конструкция которого была изменена, чтобы показать посетителям. Здесь видны рельсовый путь, разделочная стенка, горячие трубы и другие элементы. Помимо информации о котлах, в этом зале представлена история строительства центра Тежу и рассказывается о тяжелых условиях труда заводчан.

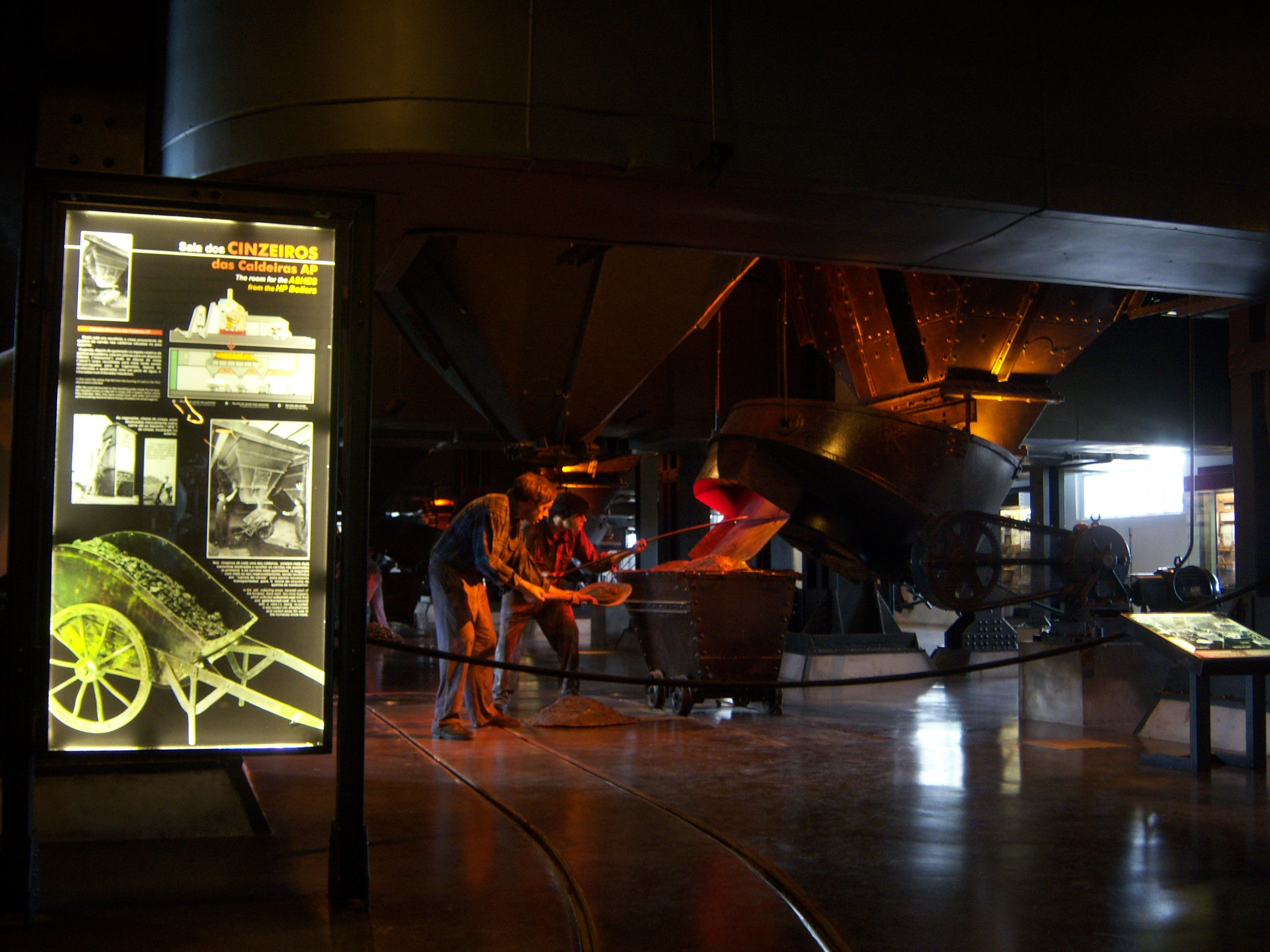
Вид Зольника, рабочие под котлоагрегатами высокого давления

Этажом ниже находится Зольник, зона, где происходило золоулавливание и сбор угля на реутилизацию. В этом зале особенное внимание уделено тяжелым условиям работы вследствие высоких температур, осадка пепла в лёгких и интенсивной продолжительности труда. Но и это не всё, так же здесь можно увидеть материалы, разные инструменты и различные типы угля.
Далее входим в Экспериментальный Зал, который разделён на 3 части: первая рассказывает о возможных видах энергии (которые делятся на ископаемые и неископаимые ресурсы), вторая рассказывает об учёных которым принадлежит открытие электрический энергии, третья предназначена для особо любопытных посетителей. “Научиться…играя“- это место где есть обучающие модули где также можно поиграть и поучиться в одно и тоже время. В этом зале все желающие могут проверить полученную информацию о электричестве.
Но нас ждет следующий зал — Зал Воды. Здесь, после машинного зала, посетитель возвращается в среду “Котлоагрегата“, всё вокруг в разноцветных трубах, которые проходят тут и там по стенам и потолку, вокруг различных аппаратов.  Каждый цвет отвечает за содержание трубы: сухой пар, влажный пар, вода, и.т.д.
В Зале Воды представлен процесс очищения и реутилизации воды для котельни. Здесь находятся также установки как: барабаны, питательные насосы, механические фильтры и дистилляторы 40х годов XX века.
Потом проходим в Зал Конденсаторов, место где можно увидеть коллекторы и барабаны для сепарации и остужения пара, так же насосы которые подавали воду из главнейшего источника фабрики реки Тежу.    
В задней части зала находится экспозиция Лица Центро Тежу, дань уважения работникам электростанции, где также есть фото-видео материалы показывающие их труд и условия работы.
Этажом выше располагается Генераторный зал, где показаны две из пяти групп турбогенераторов, которые имелись на электростанции. Один из них был открыт с целью показать посетителю, как проводится электрическая энергия.
Наконец на самом верху находится Зал Управления, место контроля за генераторами. Здесь же находятся предстанция и соответствующий распределитель энергии, производящейся в Центро Тежу. Сегодня это место преобразовано в ещё одну экспериментальную зону, где гиды объясняют историю выработки энергии через бытовые и практические примеры, также, как история с кучей лимонов или использованием газового баллона и сковороды для показа в упрощенном виде процесса работы электростанции. Все средства хороши для того, чтобы сделать информацию доступной и понятной.

## Хранилище
Коллекция Музея Электричества, не ограничивается только видимой частью музея, но и имеет своё хранилище. Приоритет основывается, с одной стороны, на восстановлении тех элементов, музея которые нуждаются в реставрации и консервации, с другой большое внимание уделяется приобретения, хранения и учёту экспонатов, прибывающих из других учреждений со всей страны, или из частных пожертвований.
В музее представлено большое количество таких экспонатов, как котлы, конденсаторы, турбогенераторы 1930-1950 годов, а также запчасти и оборудование с конца XIX века и до наших дней. Также собранное большое количество бытовой техники, электрических машин, детали и формы публичного и частного освещения из дерева и железа, лабораторное оборудование, макеты и т.д.

## Информационный центр
Информационная часть Музея Электричества стремится создать центр, специализирующийся в области изучения энергии. Здесь собрано примерно 60 тыс. томов документов в различных форматах (документов, планов, книг, видео и т.д.) охватывающих период с 1848 по настоящее время. Представлено более 90 тыс. фотографий и около 15 тыс. книг, большинство из которых специализируются на электроенергии (во всех её аспектах: технических, конструктивных, экономических, исторических и социальных), а также монографии по индустриальному наследию, археологии, музейному делу, вопросам общей культуры, энциклопедии и периодических изданий.
Центр также проводит политику идентификации, выявления и учёта документов, которые можно найти в Интернете или самом центре, а также публикацию монографий по истории энергии в Португалии.

## Виды деятельности
В течение года в Музее Электричества реализуется большое количество мероприятий, как в самом музее, так и за его пределами, например, выставки, “Месяц Науки“, концерты, конференции и т.д. В этом смысле Площадь Угля, является не только местом теплого приёма посетителей музея. Иногда она становится настоящим пространством на открытом воздухе, где есть место целому ряду увлекательных разнообразных мероприятий.

### Месяц Науки
В течение мая на площади угля проводится  "Месяц Науки"-это олимпиада по физике (конкурс для учащейся молодёжи), и национальная выставка наук, Детский фестиваль, Солнечный фестиваль и Солнечное ралли. За исключением “Олимпиады по физике“, продвигаемые Португальским обществом физики, все мероприятия спонсируются Музеем Электричества . Несмотря на множество мероприятий в прошлом, первое издание как ежегодное мероприятие произошло только в 2009 году.